# ニコラース・メーアブルフ
ニコラース・メーアブルフ（Nicolaas Meerburgh、1734年 - 1814年3月20日）は、オランダの植物栽培家、植物学者、植物画家である。

## 生涯
ライデンに生まれた。Adriaan Steckhovenのもとで庭師を学んだとされる。1752年からライデン薬草園で働き始めた。3代の薬園長、アドリアーン・ファン・ローエン、ダヴィッド・ファン・ローエン、セバールド・ユスティヌス・ブルグマンスのもとで働いた。1771年に園丁長（hortulanus）になり、没する1814年までその職にあった。1775年から1780年までに、自作の図版50点を含む4巻の植物画譜、"Afbeeldingen van zeldzaame gewassen"を出版し、1789年にラテン語版の"lantae rariores vivis coloribus depictae"を出版した。28点の彩色図を含む、"Plantarum selectarum icones pictae" も出版した。

## 著書の図版

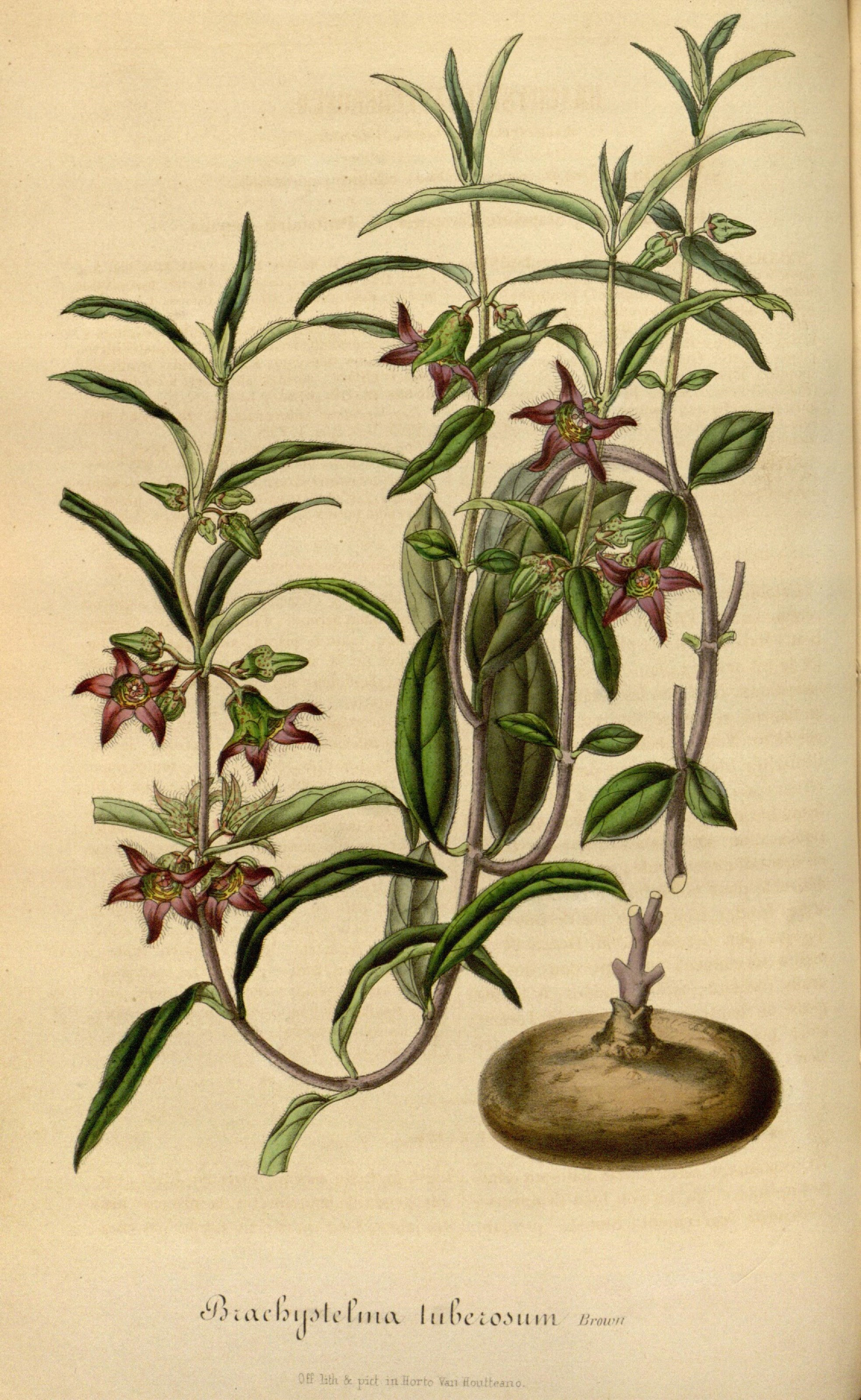
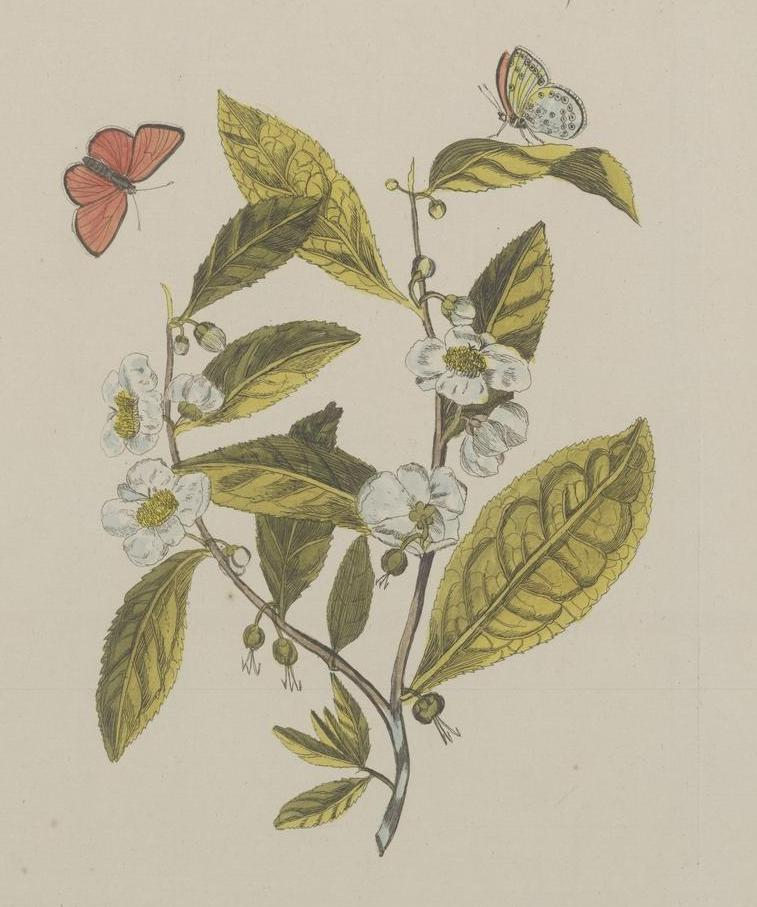
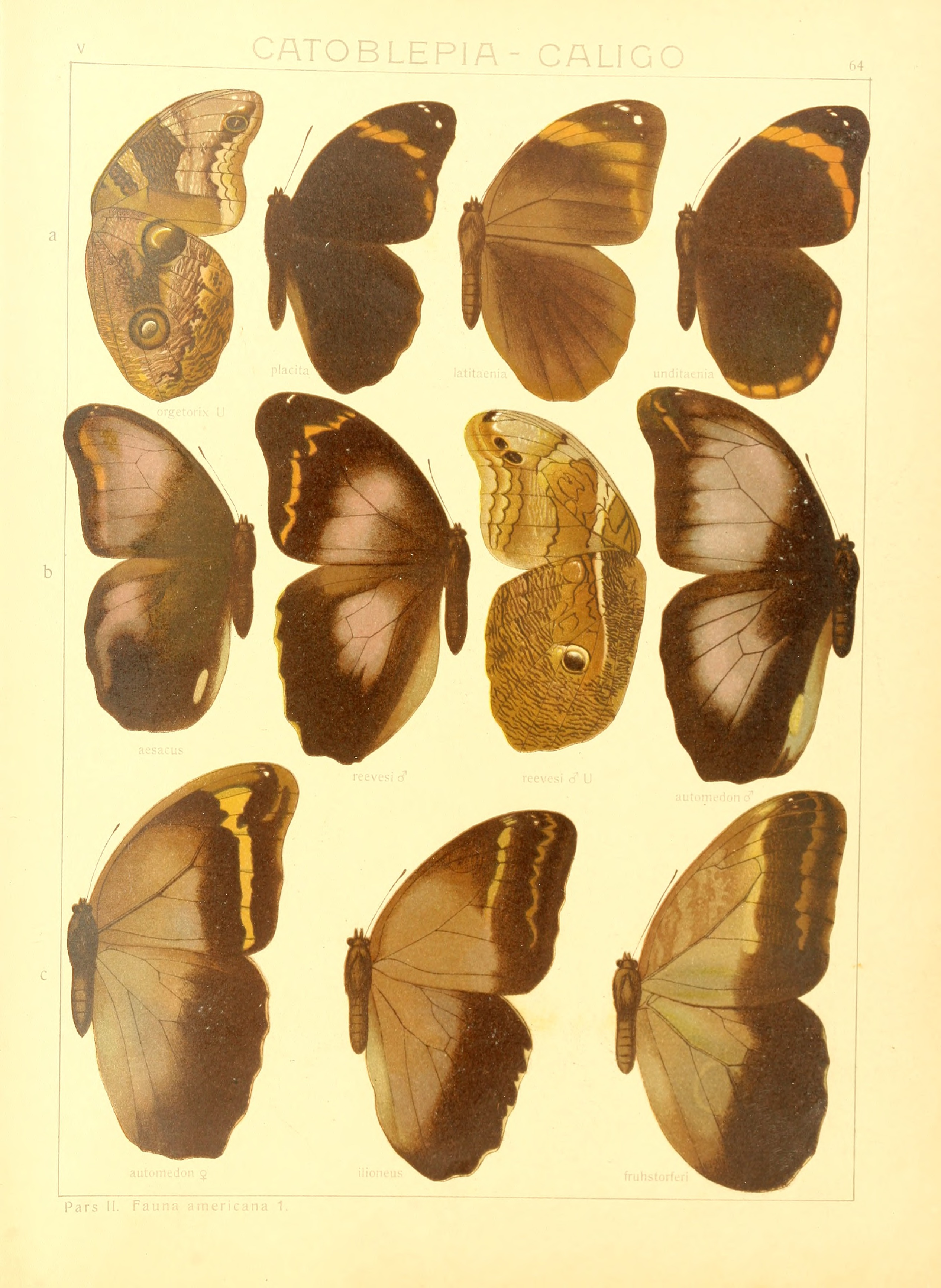
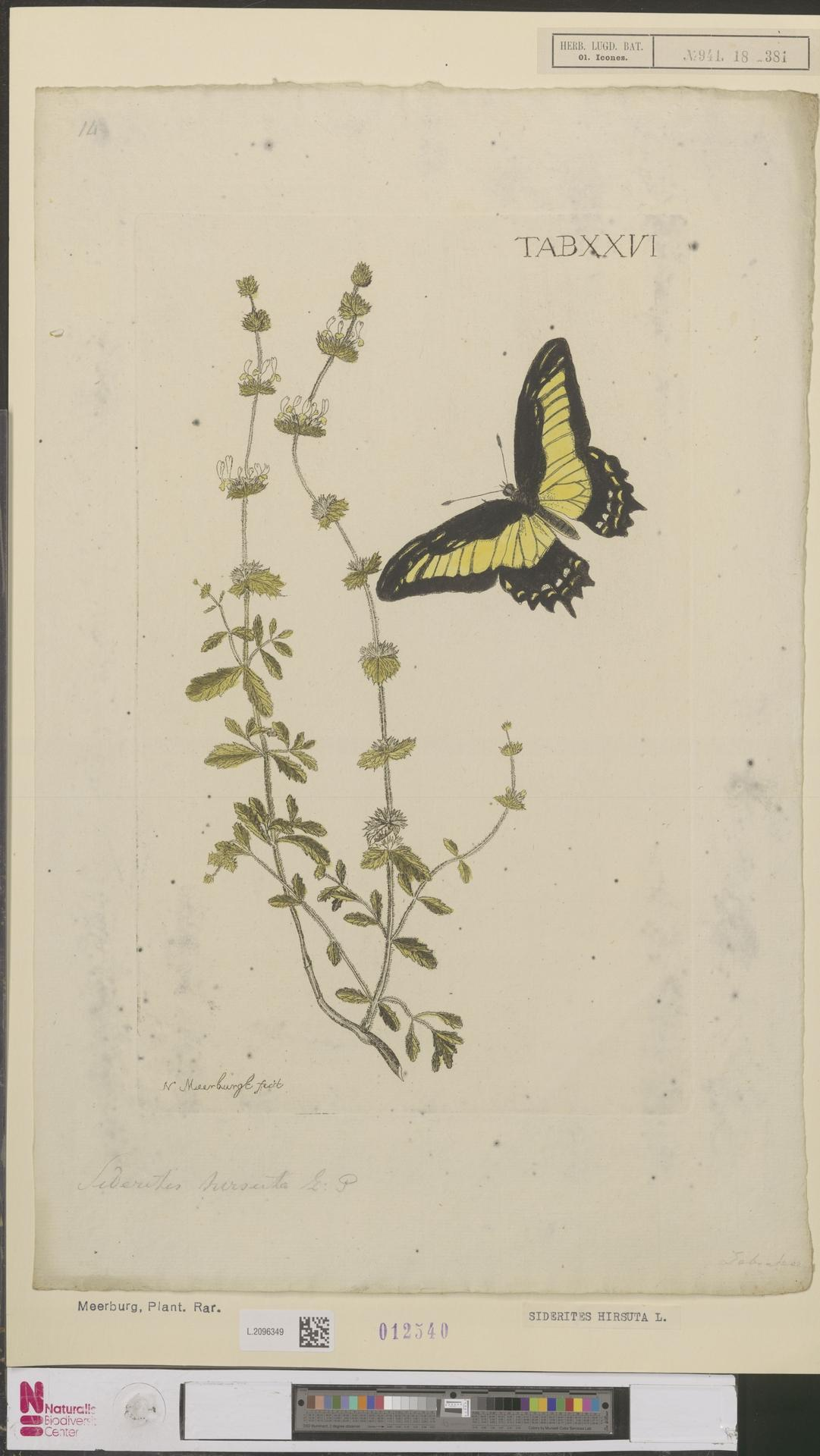
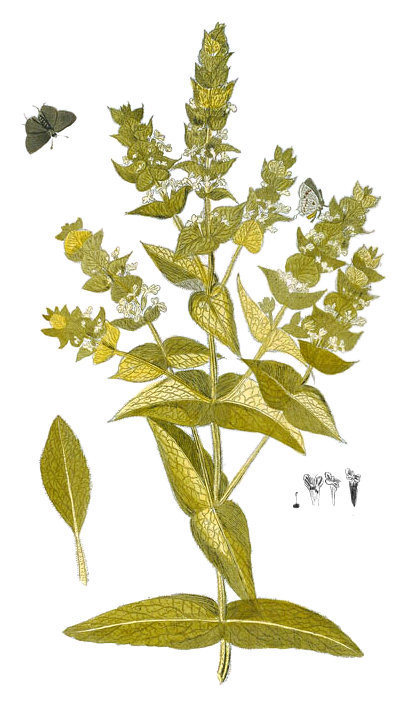

## 著書
- Meerburgh, N. (1775—1780). Afbeeldingen van zelzdame gewassen. 50 pl.
- Meerburgh, N. (1789). Plantae rariores vivis coloribus depictae. 55 pl.
- Meerburgh, N. (1798). Plantae selectarum icones depictae. 28 pl.